# Ouham-Pendé

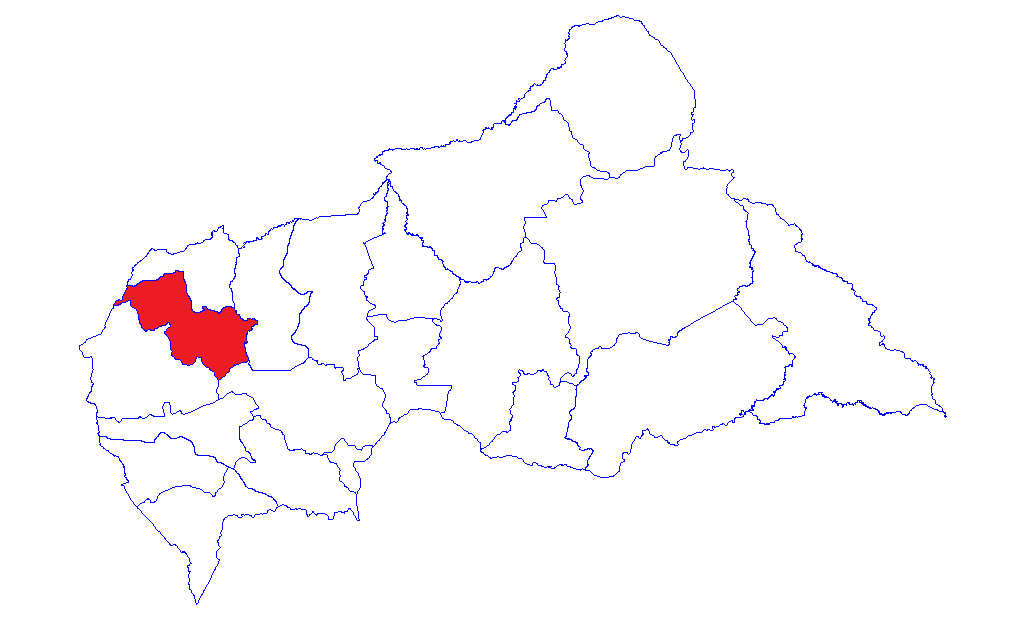
Localização de Ouham-Pendé

Ouham-Pendé é uma das 20 prefeituras da República Centro-Africana, tendo Bozoum como capital. A região abrange uma área de 18 520 km² e, de acordo com estimativas oficiais, sua população era de 254 649 habitantes em 2024. Na época do último censo oficial do país, em 2003, a população contava com 430 506 habitantes em uma área de 32 100 km². São dados anteriores a dezembro de 2020, quando uma parte do território foi desmembrada para a criação da prefeitura de Lim-Pendé.
O nome da prefeitura está associado ao rio Ouham, um importante afluente do rio Chari, e aos pendés, um povo que vive principalmente no sudoeste da República Centro-Africana e em partes da República Democrática do Congo.
Importante produtora de algodão, a região foi afetada por uma crise de produção em meados da década de 2000, por conta da notável taxa de emigração da população local em fuga pela violência cometida tanto por forças do governo quanto de grupos armados no período.